# الشامي مدوم (الجميمة)

تعديل مصدري - تعديل

الشامي مدوم هي إحدى قرى عزلة مساهر مور بمديرية الجميمة التابعة لمحافظة حجة، بلغ تعداد سكانها 1462 نسمة حسب تعداد اليمن لعام 2004.